# محمد طارش العبسي
محمد طارش العبسي هو شاعر يمني. ولد عام 1938 في قرية الأعبوس في محافظة تعز. تلقى تعليمه الأولي في كتاتيب قريته، ثم انتقل إلى عدن وأكمل المرحلة الأساسية. اغترب إلى المملكة العربية السعودية، ثم عاد مع قيام ثورة 26 سبتمبر. غنى له العديد من الفنانين أبرزهم أخوه أيوب طارش. توفي عام 2006.